# ديزموند كارول
ديزموند كارول (بالإنجليزية: Desmond Carroll)‏ هو فيقار وكنسي بريطاني، ولد في 2 سبتمبر 1938، وتوفي في 14 فبراير 2012.